# Марцано
Марца̀но (на италиански: Marzano, на местен диалект: Marsan, Марсан) е село и община в Северна Италия, провинция Павия, регион Ломбардия. Разположено е на 78 m надморска височина. Населението на общината е 1700 души (към 2010 г.).